# Cucina regionale

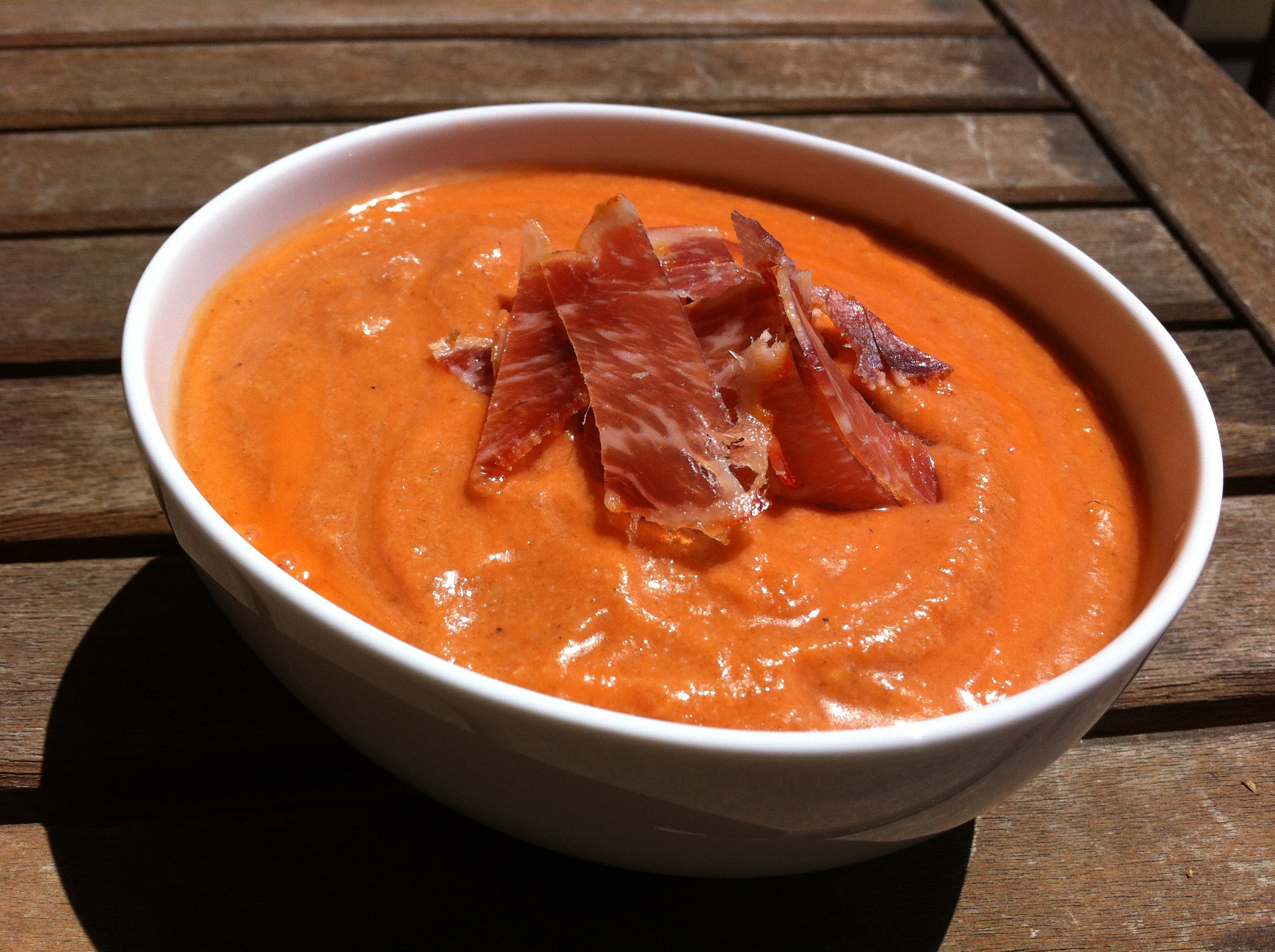
Il salmorejo, un tipico piatto andaluso

La cucina regionale è quella contestuale di un territorio facente parte di una nazione.

## Caratteristiche
Solitamente, la cucina regionale è di umili origini e dipende da una serie di fattori quali il clima, la cultura, il commercio, le pratiche culinarie e le tradizioni di un determinato territorio. Una gastronomia regionale pertanto si avrà dei tratti distintivi rispetto alle altre cucine locali presenti nello stesso Paese, tra cui dei piatti peculiari. Ciascuna cucina regionale prende il nome dall'area geografica da cui proviene.